# Čamzinka
Čamzinka (in russo Чамзинка?; in lingua erza: Чаунза) è un villaggio della Repubblica di Mordovia, Russia. È il centro amministrativo del distretto Čamzinskij.
È situato 52 km a nord-est della capitale Saransk.